# Vega Gimeno
Vega Gimeno Martínez (Valencia, 8 de janeiro de 1991) é uma jogadora de basquete espanhola.

## Carreira
Atacante, Gimeno começou a jogar basquete no El Pilar College, em Valência, e completou sua formação na equipe Segle XXI. Ela competiu na NCAA pela Robert Morris University (2009–10) e na temporada seguinte, estreou na Liga Femenina pelo Rivas Ecopolis. Com o time de Madrid, ela ganhou um título da liga (2013–14) e dois troféus da Copa de la Reina (2011, 2013). Posteriormente, jogou no Islas Canarias 2014 (2014–15), Embutidos Pajariel Bembibre (2015–17), Stadium Casablanca (2017–2020) e Ensino Lugo (2020–21), onde foi a melhor artilheira nacional da temporada. Na temporada 2021–22, ela assinou pelo Basket Zaragoza, com quem conquistou sua terceira Copa de la Reina (2023).
Tendo completado internacionalmente com a seleção espanhola nas categorias de base, nas quais se tornou Eurobasket Sub-18 (2009) e Eurobasket Sub-20 (2011) com estas respetivas seleções. Também já competiu internacionalmente pela seleção 3x3, vencendo a Copa da Europa (2021).
Nos Jogos Olímpicos de Verão de 2024, em Paris, conquistou a medalha de prata no torneio feminino do basquetebol 3x3, após confronto na final contra a equipe alemã, ao lado de Sandra Ygueravide, Juana Camilión e Gracia Alonso de Armiño.